# أوسكارين ماسولوكي
أوسكارين ماسولوكي (مواليد 23 أبريل 1993) (بالإنجليزية: Oscarine Masuluke)‏ هو لاعب كرة قدم جنوب أفريقي يشغل مركز حارس مرمى بنادي باروكا.
في 30 نوفمبر 2016، أثار ماسولوكي الاهتمام بعدما أنقذ فريقه باروكا من الخسارة في المباراة التي جمعته مع فريق أورلاندو بايرتس، وذلك بعد أن سجل هدف التعادل في الدقيقة الأخيرة من اللقاء بضربة مقصية من النادر أن يفعلها حارس مرمى.
وقد تم ترشيح هدفه لجائزة بوشكاش 2017. واحتل ماسولوكي المركز الثاني في التصويت، بعد أوليفيه جيرو الذي جاء الأول.

## روابط خارجية
- أوسكارين ماسولوكي على موقع قاعدة بيانات كرة القدم.إي يو (الإنجليزية)
- أوسكارين ماسولوكي على موقع Soccerway.com (الإنجليزية)